# André Grobéty
André Grobéty (Ballaigues, Vaud kanton, 1933. június 22. – 2013. július 20.) svájci labdarúgóhátvéd.
A svájci válogatott tagjaként részt vett az 1962-es és az 1966-os labdarúgó-világbajnokságon.